# マウイ (ハワイ神話)
マウイ（英語: Māui）はポリネシア神話に現れる最大の半神の大英雄マウイで、「イタズラ好き」としてハワイ神話でもさまざまな活躍をしている。ハワイの神話集『クムリポ』によれば、アラカナ（ʻAkalana）と妻ヒナ・ア・ケ・アヒ（Hina-a-ke-ahi、ヒナ）の子で、彼らには子供4人（ Māui-mua, Māui-waena, Māui-kiʻikiʻi and Māui-a-kalana. ）があった。
ハワイ諸島のマウイ島の名称は、彼の名前からとったのではなく、ハワイ定住神話でハワイ諸島を発見したといわれるハワイロアの息子たちのひとりのマウイから。

## 活躍の伝説
マウイはハワイ神話でもイタズラ好きとしてもさまざまな活躍をしている。

### ハワイ諸島を釣りあげる
マウイはマナイアカラニ（Manaiakalani）と呼ばれる魔法の釣り針を持っていて、餌としてヒナのペットの鳥、アアレア（ʻalae）を付けていた。この釣り針は、星空のさそり座にある釣り針に似た形に見ることができるとされた。
ある日、マウイは兄たちを説得して釣りに行った時、海の底から大きな魚を釣ったので早く船を漕いで後ろを振り向かないよういい、兄たちがあとで気付くと島を釣りあげていた。同じようなことを繰り返して、マウイはハワイ諸島を海の底から釣り上げた。

### 太陽を捕まえる
マウイは次に太陽を捕まえる活躍をした。太陽が天を動くのが早すぎて母のヒナがカパで作る布を乾かす時間が十分でないというのを聞いて、マウイはマウイ島のハレアカラ山（この山の名前は「太陽の家」の意味）で日の出を待って、妹の髪でできた縄で太陽を捕まえた。太陽は助けてくれと懇願したので、昼を長くして、また夏には昼が長く、冬は昼が短くなるようにさせた。

### 漁師として
マウイは魔法の釣り針を持っていてハレアカラ山の麓の海辺で漁師生活をしていたが、普通の釣りにはこの釣り針を使わなかった。彼の兄たちは彼の漁が少ないことをあざ笑って、いろいろな歌を残している。しかしマウイは、いたずらをしてお返ししている。

### 空を持ち上げる
ある日、空が低すぎるとマウイは気付いた。それでモロカイ島のラハイナに住む父親の処へ行って、一緒に空を持ち上げた。二人がこうしなければ、空はもっと低くて、人が立って歩けないほど低かった。

### 長いウナギを退治
ハワイ諸島を作った後、マウイはいろいろな島を巡り歩いたが、カパで作った家はあるが、人々が住んでいなかった。ある日、妻のヒナは川へ水を汲みに行った時に長いウナギのトゥナ（Tuna）に襲われてた経験で、マウイは翌日ウナギを見つけてそれを退治したので、人々が戻ってきた。退治したトゥナを焼いたところから、ココナツの木が生えてきたという。

## 映画や音楽で
2016年にレリースされたディズニーのアニメ映画『モアナと伝説の海』では、マウイは人間の子として生まれるが、両親に捨てられたのを神々が憐れんで、半神として、変身できる魔法の釣り針をもらって、さまざまに活躍する。 
ハワイの歌手イズラエル・カマカヴィヴォオレのアルバム『将来と向き合う』（Facing Future）では、「マウイはハワイのスーパーマン」（Maui Hawaiian Sup'pa Man）に歌われている。